# Fortunato Álvarez Castro
Fortunato Álvarez Castro (Guasave, Sinaloa, 23 de mayo de 1933-Culiacán, 22 de enero de 2022), fue un abogado y político mexicano que fue gobernador interino de Sinaloa, Alcalde de Culiacán y dirigente del PRI de su Estado.

## Reseña biográfica
Nació en Guasave, Sinaloa, el 23 de mayo de 1933, su padre fue el también político, Fortunato Álvarez Gaxiola.
Fue egresado de la Facultad de Derecho de la Universidad Nacional Autónoma de México con el título de abogado. En 1970 se le nombró Presidente del Comité Directivo Estatal del Partido Revolucionario Institucional, cargo que ocupó hasta 1975.
En el gobierno de Leopoldo Sánchez Celis era Secretario General de Gobierno y cuando éste se enfermó, solicitó una licencia de separación del cargo ante el Congreso y Fortunato Álvarez Castro asumió el mando de sus estado interinamente del 4 de marzo de 1967. Posteriormente fue presidente municipal de la capital, Culiacán entre 1965 a 1967 Dese 1975 a 1977 llegó a ser Presidente Municipal de Culiacán. En 1976, siendo ya alcalde, expuso los Obstáculos al Desarrollo Social en Sinaloa, donde abordaba el tema del narcotráfico Contrajo matrimonio con la señorita Casino,Culiacán; Reina del Club Rotario del pacífico, Presidenta del DIF en Sinaloa María de Lourdes Zaragoza Moreno, con quien tuvo a Fortunato, María de Lourdes y Ciria Susana Álvarez Zaragoza. 
Murió en Culiacán el 22 de enero de 2022 por alzheimer, a los 89 años.